# Mary Washburn
Mary Washburn   (Hudson Falls, 4 d'agost de 1907 - Weymouth, 2 de febrer de 1994) va ser una atleta estatunidenca, especialista en els 100 metres llisos en què va arribar a ser subcampiona olímpica l'any 1928.

## Carrera esportiva
En els jocs olímpics d'Àmsterdam de 1928 va guanyar la medalla de plata en els 4x100 metres relleus, arribant a la meta després de Canadà, que va batre el rècord mundial amb un temps de 48.4 segons, amb una marca de 48.8 segons, just per davant d'Alemanya (que va ser bronze amb 49.0 segons), sent les seves companyes d'equip: Loretta McNeil, Betty Robinson i Jessie Cross. En la cursa dels 100 metres quedà eliminada en semifinals.